# Canal infra-orbitaire
Ne doit pas être confondu avec le sillon infra-orbitaire et le foramen infra-orbitaire situés aux extrémités du canal.
Le canal infra-orbitaire (ou canal sous-orbitaire) est un canal osseux de l'os maxillaire à la base de l'orbite.

## Structure
Le canal infra-orbitaire est situé dans la partie antérieure de la face antérieure du corps du maxillaire. Il est en continuité avec le sillon infra-orbitaire qui par soudure de ses bords forme la paroi supérieure du canal.
Le canal débouche sur la face antérieure du corps du maxillaire par le foramen infra-orbitaire.

## Fonction
Le canal infra-orbitaire permet le passage du nerf infra-orbitaire et les vaisseaux infra-orbitaires.
Avant de sortir, le nerf infra-orbitaire se sera ramifié en rameaux alvéolaires supérieurs et antérieurs et rameau alvéolaire supérieur et médian.